# Simulium metallicum
Simulium metallicum är en tvåvingeart som beskrevs av Luigi Bellardi 1859. Simulium metallicum ingår i släktet Simulium och familjen knott. Inga underarter finns listade i Catalogue of Life.